# Tachytrechus partitus
Tachytrechus partitus är en tvåvingeart som först beskrevs av Van Duzee 1929.  Tachytrechus partitus ingår i släktet Tachytrechus och familjen styltflugor.
Artens utbredningsområde är Guatemala. Inga underarter finns listade i Catalogue of Life.